# Houghton County
Houghton County is een county in de Amerikaanse staat Michigan.
De county heeft een landoppervlakte van 2.620 km² en telt 36.016 inwoners (volkstelling 2000). De hoofdplaats is Houghton.

## Bevolkingsontwikkeling

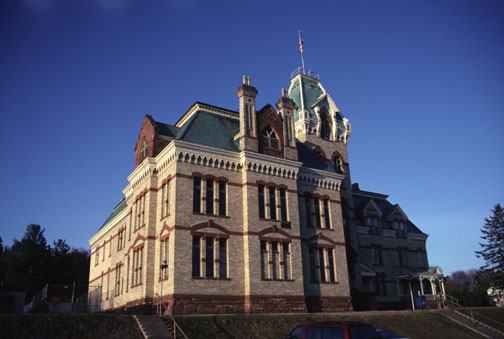
Houghton County Courthouse